# 盧布爾雅那動物園
盧布爾雅那動物園（斯洛文尼亚语：Živalski vrt Ljubljana）是一個位於斯洛文尼亚首都卢布尔雅那、全年開放的國家動物園，座落於羅日尼克（Rožnik）山南坡一片自然的草地和森林，佔地19.6公頃（48英畝），與市中心之間約有20分鐘的步行距離。動物園以所在的城市位於阿尔卑斯山、潘諾尼亞平原、地中海、狄那里克棲息地的交界而聞名，擁有119種物种和500隻動物（昆蟲除外）。

## 歷史
盧布爾雅那動物園在1949年3月10號由盧布爾雅那市議會成立，本來位於中央區，在1951年遷至現址。:9
2008年，動物園宣布將進行一個全面翻新計畫，預計於2016年完工。園方在2009年引入新一批松鼠猴、羊驼和小熊猫，並開始興建海獅圍欄。截至2013年，動物園擁有三隻加州海獅。2010年，園內兩隻东北虎都因為年老而過世。自1996年起，園方從卡爾斯魯厄動物園接收了一公一母兩隻獅子，雄獅在2011年進行一場骨科手術後逝世，雌獅則在2013年死於癌症。
園方在2011年既興建了新的圍欄，以供四頭浣熊居住，也接收了兩隻猞猁。另外一對白鹤與40隻的大红鹳則在2012年抵達動物園。2013年，動物園接收了動物園史上的第一對猎豹，牠們都來自瑞典布羅斯動物園，並在經過重新設計的原東北虎圍欄居住；而新的一對東北虎也在同年年底入住動物園。

## 外部連結
- 盧布爾雅那動物園官方網站 （页面存档备份，存于）